# Brunnsberg
Brunnsberg est une localité de Suède dans la commune d'Älvdalen située dans le comté de Dalécarlie.
Sa population était de 206 habitants en 2019.